# مبرهنة كانتور

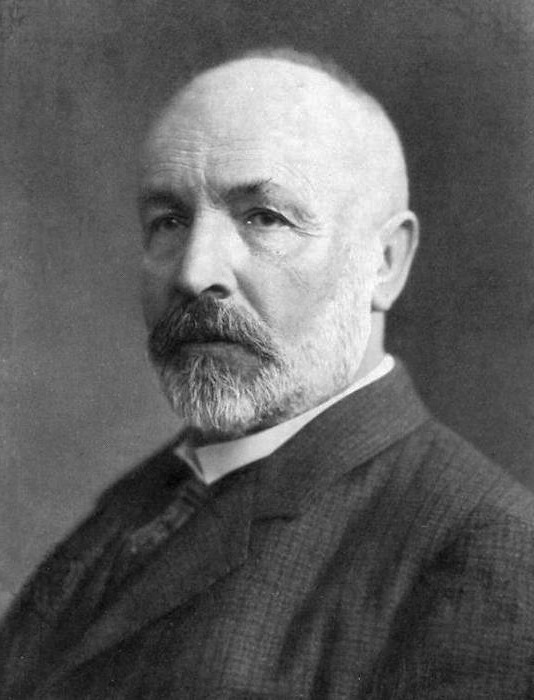

مبرهنة كانتور هي مبرهنة رياضية في مجال نظرية المجموعات تنسب للرياضياتي جورج كانتور.
بين كانتور أن كل مجموعة E, رئيسي ل E دائما أصغر قطعا من رئيسي {\displaystyle {\mathfrak {P}}(E)} مجموعة أجزاءE.
عندما تكون E مجموعة منتهية، النتيجة منطقية لأن رئيسي E هو عدد العناصر في E و، إذا كان E يضم n عنصرا، نبين أن مجموعة أجزاء E يضم {\displaystyle 2^{n}} عنصرا. أي أنه يحقق، لكل عدد طبيعي n, {\displaystyle n<2^{n}}.